# هيبوكاوستوم

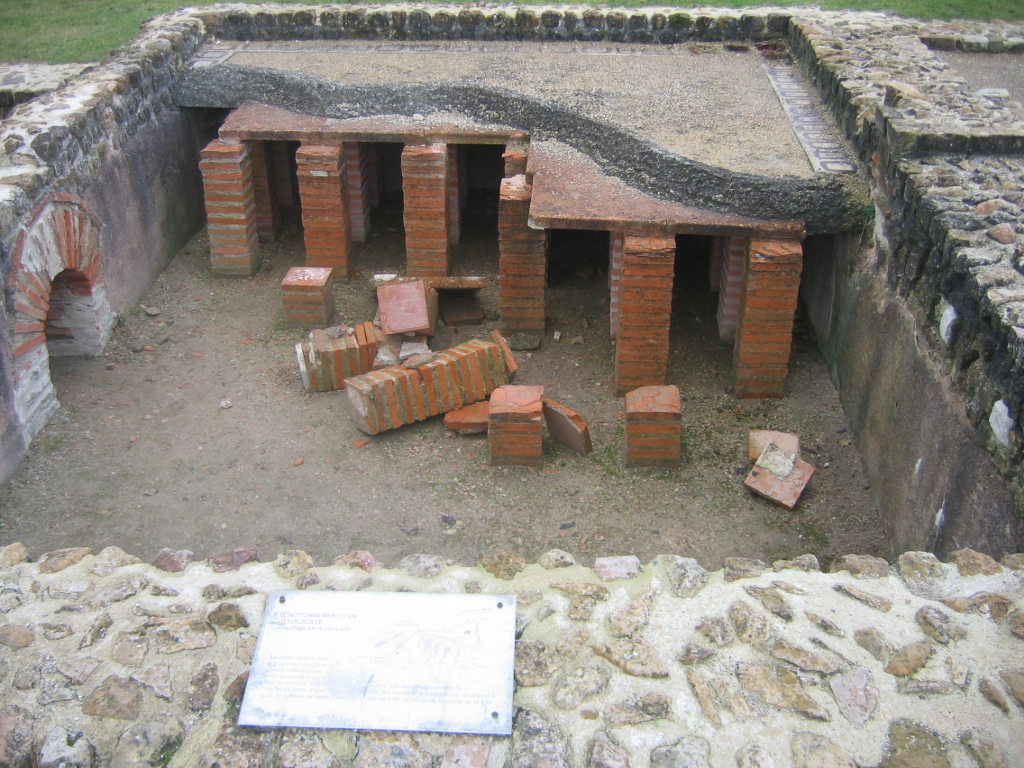
هيبوكاوستوم في فيلا رومانية في كاين، فرنسا.

هيبوكاوستوم (باللاتينية: hypocaustum) هو نظام تدفئة مركزي قديم في المباني، ينتج وينشر الهواء الساخن أسفل أرضية الغرف، ويمكن أيضًا تدفئة الجدران بسلسلة من الأنابيب التي يمر عبرها الهواء الساخن.
تم اشتقاق الاسم من كلمة hypo وتعني باليونانيّة القديمة «تحت» أما caust فتعني «كاوية». تم استخدام هذا النظام لأول مرة في معبد أفسس عام 350 ق.م والذي تم تسخينه بهذه الطريقة، بالرغم من أن المعمار فيتروفيوس أشار إلى أن اختراعه يعود إلى المخترع الروماني سيرغيوس أوراتا عام 80 ق.م تقريبًا.

## الاستخدام الروماني
كان الهيبوكاوستوم يستخدم لتدفئة الحمامات الساخنة والمباني العامة الأخرى في روما القديمة، ولكن استخدامه في المنازل كان محدودًا بسبب ارتفاع كلفته. وُجدت آثار هيبوكاوستوم في أرجاء أوروبا (كما في إيطاليا وإنجلترا وإسبانيا وفرنسا وسويسرا وألمانيا) وفي أفريقيا كذلك.
كان سقف الهيبوكاوستوم مرفوعًا على أعمدة تدعى حزم الأعمدة، فوقها طبقة من البلاطات، تتبعها طبقة من الإسمنت، ثم بلاطات أرضية الغرف الأعلى. كان يدور الهواء الساخن والدخان من الفرن في هذه المساحة المغلقة ومن ثم إلى الأعلى عبر طين أو مداخن بلاطية في جدران الغرف الأعلى وصولًا إلى مخارج في السقف، وخلال هذه العملية تسخن أرضيات وجدران الغرف الأعلى. كانت هذه المداخن البلاطية تسمى أنابيب حرارية.
كانت الغرف التي يراد جعلها الأدفأ هي الأقرب إلى الفرن أدناها، والذي كان ينظم خرجه الحراري بتعديل كمية الحطب الذي تغذى به النار. كان تشغيل الهيبوكاوستوم مكلفًا ويحتاج إلى الكثير من العمال، إذ كان يتطلب انتباهًا دائمًا للنار والكثير من الوقود، لذا كان ميزة للفيلات الكبيرة والحمامات العامة.
يصف فيتروفيوس بناء الهيبوكاوستوم وتشغيله في كتابه دي أركيتيتورا الذي كتبه نحو عام 15 ق.م. ويشمل الوصف تفاصيل عن كيفية حفظ الوقود ببناء الغرفة الساخنة (كالداريوم) للرجال بجوار الغرفة الساخنة الخاصة بالنساء، وكلاهما بجوار الغرفة الوسطى (التيبيداريوم)، بحيث تشغل الحمامات العامة بكفاءة. يصف أيضًا جهازًا لتعديل الحرارة بوسيلة تهوية برونزية في السقف المقبب.
نجت بقايا العديد من الهيبوكاوستومات الرومانية على امتداد أوروبا وغرب آسيا وشمال أفريقيا.

## ما يشبهه عند غير الرومان
كشفت حفريات في موهينجو-دارو فيما يعرف حاليًّا بباكستان عما يعتقد بأنه هيبوكاوستوم مبطن بقرميد مطلي بالأسفلت. إذا كان البناء يؤدي دورًا مشابهًا فإنه يسبق أقدم هيبوكاوستوم روماني بنحو 2000 سنة.
في 1984-1985 كشفت الحفريات في جمهورية جورجيا السوفييتية الاشتراكية في مستوطنة دزاليسي القديمة عن مجمع قلاع كبير، يحتوي هيبوكاوستوم جيد الحفظ مبني بين 200-400 ق.م.
استخدمت المنازل الكورية التقليدية التي تعود حتى عام 1000 ق.م. الأوندول لتوفير تدفئة الأرضيات وهو يعمل وفق مبدأ مشابه للهيبوكاوستوم، إذ يسحب الدخان من حرق الحطب المستخدم عادةً في الطبخ. كانت التدفئة بواسطة الأوندول كان أمرًا شائعًا في المنازل الكورية حتى ستينيات القرن العشرين، فحتى ذلك الحين كانت الأوندولات المخصصة تُستخدم عادةً لتدفئة الغرفة الرئيسية في المنزل، بحرق أنواع متعددة من الوقود كالفحم والكتلة الحيوية.
على نطاق أضيق، كان لفرن الكانغ في شمال الصين تاريخ طويل.

## بعد الرومان
مع سقوط الإمبراطورية الرومانية، لم يعد الهيبوكاوستوم يُستخدم، وخاصةً في المناطق الغربية. في بريطانيا منذ نحو عام 400 وحتى نحو 1900 كان يُعتقد ألا وجود للتدفئة المركزية، وكانت الحمامات نادرةً. ولكن استُخدمت نسخة مطورة عن الهيبوكاوستوم في حجرات التدفئة في بعض الأديرة، أو في تدفئة الغرف التي كانت تُدفأ بواسطة نيران تحت أرضية، كما في الهيبوكاوستوم الروماني، ولكنها كانت تحتفظ بالحرارة عن طريق الحجارة الغرانيتية. في أوروبا الشرقية كانت تُستخدم أيضًا أفران حجرية أو سيراميكية. في شبه الجزيرة الإيبيرية استُخدم النظام الروماني في تدفئة الحمامات الإسبانية الإسلامية (الحمامات الأندلسية). استُخدم نظام مشتق عن الهيبوكاوستوم يُدعى الغلوريا في قشتالة حتى وصول التدفئة المعاصرة. بعد تحول الوقود (الحطب غالبًا) إلى رماد، كان مجرى سحب الهواء يُغلق لإبقاء الهواء الساخن في الداخل وتبطيء الاحتراق.

## صور

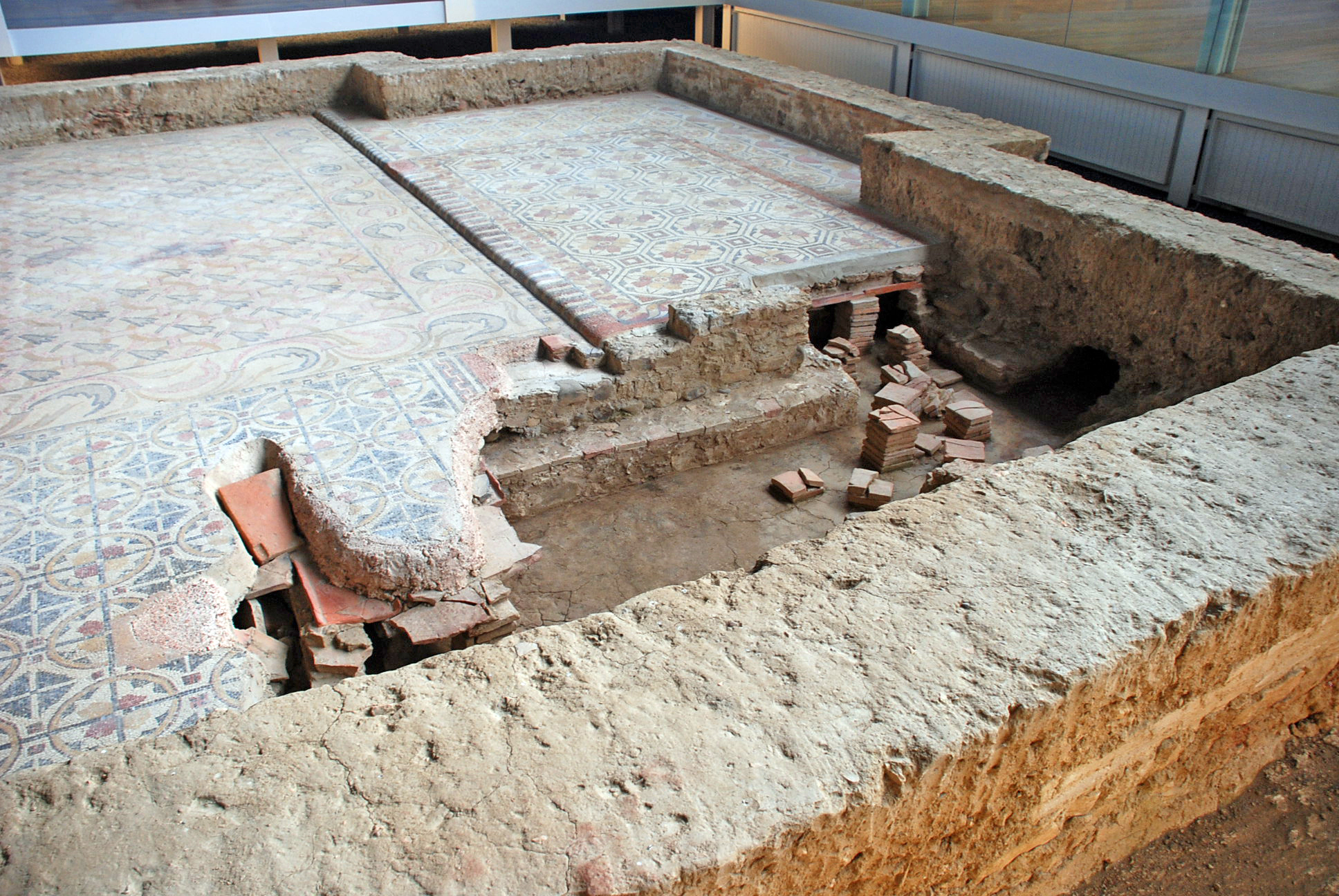
هيبوكاوستوم في إسبانيا
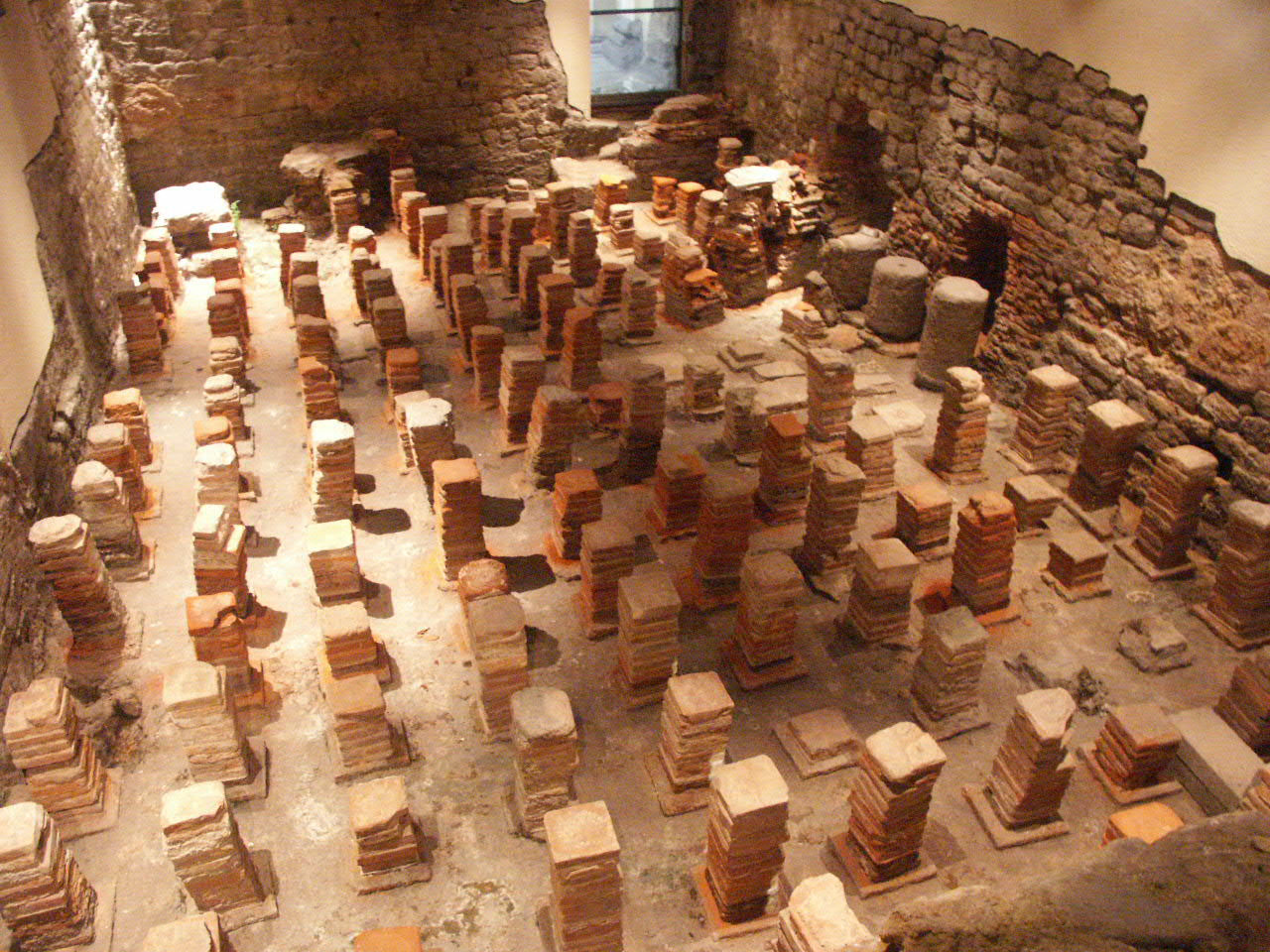
هيبوكاوستوم في إنجلترا
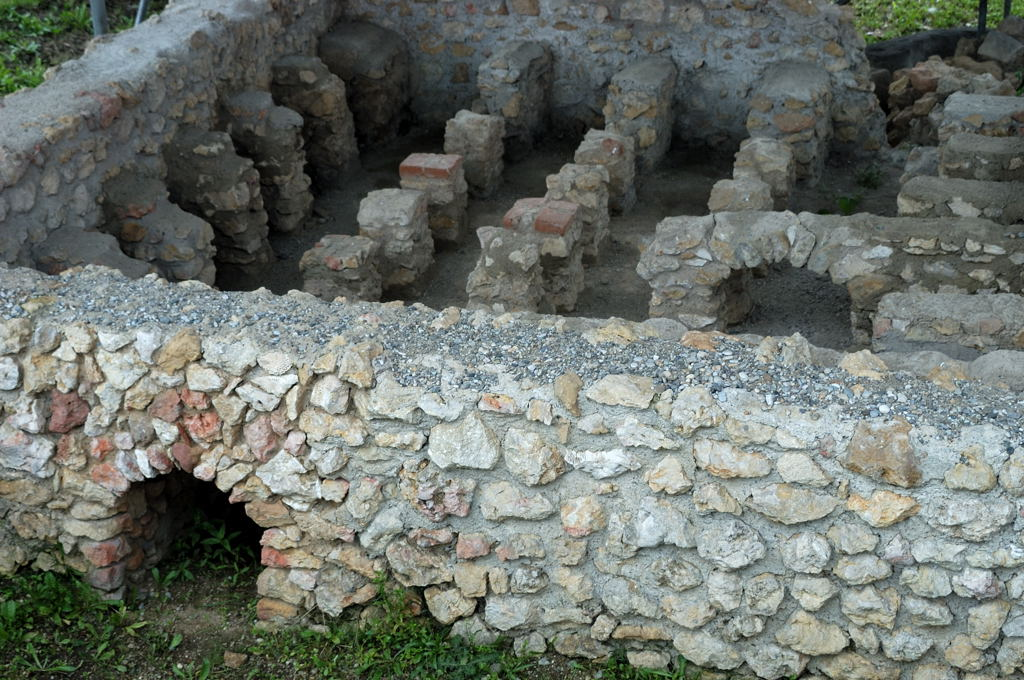
هيبوكاوستوم في النمسا